# Давня весна
«Давня весна» — вірш Лесі Українки (Лариса Петрівна Косач), написаний в 1894 p. Він увійшов до другої збірки поетеси «Думи і мрії» циклу «Мелодії» (цикл складається з 12 творів, більшість із яких має автобіографічний характер). 

## Історія написання
Вірш автобіографічний, пов’язаний із власними переживаннями поетеси, яка мала тяжку недугу й змушена була лежати, страждати через біль. У вірші «Давня весна» Леся Українка відтворила вплив весняної природи на свій хворобливий стан. У ньому поетеса возвеличила красу приходу весни, закликала вчитися бачити красу у навколишньому світі і цінувати її, адже завдяки їй людина здатна забути про свою хворобу і самотність. Вона зображує весну, як час, коли їй менше болить, коли відчувається прилив сил та енергії і з'являється прагнення насолоджуватися змінами, які відбуваються у природі та радіти від них.

## Рід літератури
лірика.

## Вид лірики
інтимна та пейзажна.

## Жанр
вірш.

## Тема
зображення благотворного впливу приходу весни на ліричну героїню, яка занедужала.

## Ідея
заклик бути оптимістом та жити в гармонії з природою.

## Основна думка
«Моя душа ніколи не забуде того дарунку, що весна дала».

## Основний мотив
гармонійна єдність людини та природи утверджує оптимізм.

## Композиція

### Експозиція
«була весна...».

### Зав'язка
буяння весняної природи та самотність хворої ліричної героїні. 

### Кульмінація
заглянула «у вікно до мене» весняна краса.

### Розв'язка
«моя душа ніколи не забуде того дарунку».

## Художні засоби

### Епітети
«весна весела, щедра, мила», «летіла хутко», «співучії пташки», «зелений шум», «веселая луна», «весна ясна», «радісна весна», «білесенькі квітки», «в тісній хатині», «весняна воля», «любий гай».
Порівняння: «летіла хутко, мов стокрила».

### Персоніфікація
«весна…промінням грала, сипала квітки,…летіла хутко», «усе загомоніло — зелений шум, веселая луна», «весна…друнки всім несе…, дару не придбала, мене забула», «весна … не забула», «заглянули… гілки», «замиготіло листячко», «вітер … заспівав», «прилинули пісні», «гай свій відгук з ним прислав», «душа… не забуде», «весна дала, … за вікном цвіла».

### Риторичні оклики
«Вона летіла хутко, мов стокрила, 
За нею вслід співучії пташки!»
«Все ожило, усе загомоніло — 
Зелений шум, веселая луна!»
«Ні, не забула!»

### Риторичне ствердження
«Весни такої не було й не буде, як та була, що за вікном цвіла».

### Заперечення
«Мене забула радісна весна» — «Ні, не забула!»; «Весни такої не було й не буде» — «Як та була»; «Дарунки всім несе» — «Для мене тільки дару не придбала».

### Антитеза (протиставлення)
«Співало все, сміялось і бриніло,
я лежала хвора и самотна».

### Синоніми
ожило, загомоніло; співало, бриніло.

### Пестливі слова
листячко, білесенькі.

## Художні образи
весна (пробудження, молодість), природа (радість та краса), дарунки (приємність, сподівання), любий гай (рідна земля), весняна воля (заклик до активного життя), пісні (радіти життю), вікно хатини (привіт зі щасливого світу).

### Зорові образи
весна-дівчина сипала квітки, співучії пташки, природа ожила, дарунки, яблуневі гілки, листячко зелене, вікно моєї хатини, гай, цвіт.

### Образи кольорів
зелений шум дерев, листячко зелене, білесенькі квітки.

### Слухові образи
співучії пташки, весела луна,  усе загомоніло, зелений шум, співало все, сміялось і бриніло, прилинув вітер … заспівав, пісні пташині.

## Віршований розмір
п'ятистопний ямб

## Римування
АБАБ (перехресне римування)
Все ожило, усе загомоніло — 
Зелений шум, веселая луна!
Співало все, сміялось і бриніло,
я лежала хвора и самотна.

## Рими
мила стокрила, квітки – пташки, загомоніло — бриніло, луна – самотна, настала – придбала, ясна – весна, мене – зелене, гілки – квітки, хатині – пташині, заспівав – прислав, забуде – буде, дала – цвіла. 